# 74 Geminorum
74 Geminorum, eller f Geminorum, är en misstänkt variabel i stjärnbilden Tvillingarna.
74 Geminorum har visuell magnitud +5,05 och varierar i amplitud med 0,08 magnituder utan någon fastställd periodicitet. Den befinner sig på ett avstånd av ungefär 525 ljusår.